# Dinogale
Dinogale — вимерлий рід хижих, що знайдений у таких країнах: США (Небраска). Рід містить такі види: Dinogale siouxensis.